# 이원영 (음악가)
이원영은 대한민국 밴드 블루파프리카의 보컬 및 기타 연주자이다.

## 기본정보
2013년 블루파프리카 디지털 싱글 앨범 [Midnight Song]으로 데뷔했다.

## 음반

### 앨범
- 데뷔 - 디지털 싱글 앨범 <Midnight Song> 2013.05.15
- 싱글 앨범 <고백 (Love Confession)> 2014.04.10
- 정규 1집 <긴긴밤> 2014.04.23
- 디지털 싱글 앨범 <Good Night> 2015.01.12
- 싱글 앨범 <봄처럼 내게 와> 2015.03.23
- 싱글 앨범 <놀자> 2015.07.21
- 디지털 싱글 앨범 <날개> 2016.08.18
- 싱글 앨범 <길 없는 길> 2016.12.13
- 라이브 콘서트 앨범 <Live at the Recording Studio> 2017.03.23
- EP앨범 <같은 시간, 다른 밤> 2017.10.30
- 싱글 앨범 <나무> 2018.04.02
- 디지털 싱글 앨범 <밤새> 2018.07.22
- 디지털 싱글 앨범 <겨울 탓> 2018.11.14
- 싱글 앨범 <천천히> 2019.04.29
- 싱글 앨범 <나도 모르게> 2019.07.16
- <작은 새> 2019.09.24
- <사라지지마> 2020.06.26
- <바람만이> 2020.07.30
- <내일은 아무도 몰라> 2020.08.28
- <미련> 2020.11.18

## 같이 보기
- 개인주의자 지영씨 삽입곡 <p.137 연애를 시작한다는건 말야>